# Уші Фрайтаг
Уші Фрайтаг (нім. Uschi Freitag, 19 серпня 1989) — нідерландсько-німецька стрибунка у воду.
Учасниця Олімпійських Ігор 2016 року.
Призерка Чемпіонату Європи з водних видів спорту 2016 року.